# IC 3634
IC 3634 је елиптична галаксија у сазвјежђу Дјевица која се налази на листи објеката дубоког неба у Индекс каталогу.
Деклинација објекта је + 9° 50' 50" а ректасцензија 12h 40m 11,4s. Привидна величина (магнитуда) објекта IC 3634 износи 14,8 а фотографска магнитуда 15,8. IC 3634 је још познат и под ознакама VCC 1825, PGC 42425.